# Бартенев, Владимир Иванович (сенатор)
Владимир Иванович Бартенев (7 (19) мая 1834—1911) — судебный деятель, сенатор, действительный тайный советник.

## Биография
Происходил из потомственных дворян Костромской губернии; сын статского советника Ивана Дмитриевича Бартенева (1801—1879).
В 1854 году окончил Императорское училище правоведения и 15 мая поступил на государственную службу в 1-й департамент Правительствующего Сената на должность помощника секретаря, а через некоторое время занял должность секретаря. С 1860 года, после участия в ревизии сенатора С. В. Сафонова учреждений Пензенской губернии, был назначен обер-секретарём 1-го Отделения 3-го Департамента сената; в 1866 году он был переведён обер-секретарём в Гражданский кассационный департамент. В это время, в период 1864—1867 годов он читал лекции по уголовному судопроизводству, судебным уставам и сравнительному законодательству в Училище правоведения и в Военно-юридической академии.
В 1867 году назначен членом Харьковской судебной палаты. В 1871—1874 годах был председателем Тамбовского окружного суда; 14 декабря 1872 года был произведён в действительные статские советники. С 1874 до 1878 года В. И. Бартенев — председатель департамента Санкт-Петербургской судебной палаты. В 1878 году исполнял должность старшего председателя палаты и 2 августа был назначен сенатором и произведён в тайные советники. В 1886 году «заседал в особом присутствии для суждения дел о государственных преступниках». В 1889 году был назначен в Высшее дисциплинарное присутствие.
Кроме судебной деятельности он переводил иностранные юридические сочинения, выступал с научными докладами, писал журнальные статьи и заметки по различным юридическим проблемам (печатался преимущественно в «Голосе»).
Умер в 1911 году.

## Награды
Имел высшие награды Российской империи:
- орден Св. Станислава 2-й ст. с императорской короной (1861)
- орден Св. Анны 1 степени (1881)
- орден Св. Владимира 2-й ст. (1886)
- орден Белого орла (1890)
- орден Св. Александра Невского.